# Eumorphus assamensis assamensis
Eumorphus assamensis assamensis es una subespecie de coleóptero de la familia Endomychidae.

## Distribución geográfica
Habita en Yunnan y Assam.